# Kościół św. Leonarda w Liwie
Kościół świętego Leonarda w Liwie – rzymskokatolicki kościół parafialny należący do dekanatu Węgrów diecezji drohiczyńskiej.
Obecna murowana świątynia została zaprojektowana w stylu neogotyckim i wzniesiona w latach 1905-1907. Kościół został ufundowany przez: właściciela Trzebuczy - Stanisława Floriana Brogowicza, właściciela Turny - Ignacego Popiela oraz księdza Karola Rafała Leszczyńskiego herbu Habdank, wikariusza, a później proboszcza w Liwie. Świątynię zaprojektował warszawski architekt Józef Pius Dziekoński. Kamień węgielny został poświęcony w dniu 7 października 1905 roku przez księdza Michała Bartnickiego, ówczesnego proboszcza, dzięki decyzji władz diecezjalnych. Budowla została konsekrowana w dniu 24 sierpnia 1910 roku przez księdza Franciszka Leliwę Jaczewskiego, biskupa lubelskiego i administratora apostolskiego diecezji podlaskiej.
Do starszego wyposażenia świątyni należą dwa ołtarze z XVIII wieku, chrzcielnica marmurowa z herbem Ślepowron z 1646 roku. Pozostała część wystroju pochodzi z początku XX wieku. W bocznych nawach są umieszczone: marmurowa tablica fundacyjna, a także spis wszystkich proboszczów liwskich od momentu utworzenia parafii. Można w nim odnaleźć nazwisko biskupa Jana Pawła Woronicza, pełniącego później funkcję prymasa Polski, proboszcza w Liwie w latach 1784 - 1791.